# Athmallik
Athmallik é uma vila  no distrito de Anugul, no estado indiano de Orissa.

## Demografia
Segundo o censo de 2001, Athmallik tinha uma população de 11,383 habitantes. Os indivíduos do sexo masculino constituem 52% da população e os do sexo feminino 48%. Athmallik tem uma taxa de literacia de 65%, superior à média nacional de 59.5%; com 59% para o sexo masculino e 41% para o sexo feminino. 13% da população está abaixo dos 6 anos de idade.